# تيتيانا خاميتوفا
تيتيانا فولودميريفنا خاميتوفا (بالأوكرانية: Тетяна Володимирівна Апайчева) هي عداءة مسافات متوسطة سوفيتية أوكرانية ولدت في يوم 12 أغسطس 1961، أبرز إنجازاتها كان تحقيقها الميدالية الذهبية في سباق 3000 متر في دورة الألعاب الأولمبية الصيفية 1988 في سيئول، كما فازت بالميدالية البرونزية في سباق 1500 متر بنفس الدورة. في دورة 1992 في برشلونة مثلت الفريق الأولمبي وفازت بالميدالية الفضية في سباق 3000 متر. وعلى صعيد بطولات العالم تمكنت من إحراز الميدالية الذهبية في سباقي 3000 و1500 متر في بطولة العالم لألعاب القوى 1987 في روما، وفي بطولة العالم لألعاب القوى 1991 في طوكيو فازت بالميدالية الذهبية في سباق 3000 متر وبالميدالية الفضية في سباق 1500 متر. أفضل رقم شخصي لها في سباق 1500 متر هو 3:57.92 دقيقة وألذي سجلته في الألعاب الأولمبية في برشلونة في سنة 1992، وأفضل رقم لها في سباق 3000 متر هو 8:26.53 دقيقة وألذي سجلته في الألعاب الأولمبية في سيئول 1988. في سنة 1993 أكتشف تناولها للمنشطات وأعتزلت بعدها الرياضة. تزوجت ثلاث مرات ولها ولد واحد.

## روابط خارجية
- تيتيانا خاميتوفا على موقع الاتحاد الدولي لألعاب القوى (الإنجليزية)
- تيتيانا خاميتوفا على موقع اللجنة الأولمبية الدولية (الإنجليزية)
- تيتيانا خاميتوفا على موقع أوليمبيديا (الإنجليزية)